# Alchemilla semispoliata
Alchemilla semispoliata är en rosväxtart som beskrevs av Sergei Vasilievich Juzepczuk. Alchemilla semispoliata ingår i släktet daggkåpor, och familjen rosväxter. Inga underarter finns listade i Catalogue of Life.